# Rezerwat przyrody Huby Grzebieniskie
Rezerwat przyrody Huby Grzebieniskie – florystyczny rezerwat przyrody położony w gminie Kaźmierz w powiecie szamotulskim, w województwie wielkopolskim, przy szosie Buk-Młodasko, na północ od wsi Grzebienisko, w kompleksie Las Bytyński.

## Charakterystyka
Rezerwat utworzono w 1959 roku na obszarze 0,48 ha. W 1964 roku powiększono go do 1,28 ha, a w 2002 roku – do 14,73 ha. Obecnie podawana wielkość rezerwatu wynosi 14,82 ha. Ochronie podlega obuwik pospolity oraz lilia złotogłów, które występują w lesie grądowym. 
Ochrona ścisła:
- obuwik pospolity (Cypripedium calceolus) – jedyne stanowisko w Wielkopolsce[1],
- lilia złotogłów (Lilium martagon).

Na terenie rezerwatu stwierdzono 31 stanowisk obuwika, który rozprzestrzenia się i zajmuje nowe stanowiska, o czym świadczy fakt znalezienia trzynastu nowych stanowisk w otulinie rezerwatu.
W pobliżu znajdują się rezerwaty:
- Rezerwat przyrody Brzęki przy Starej Gajówce
- Rezerwat przyrody Bytyńskie Brzęki
- Rezerwat przyrody Duszniczki

Do wszystkich można dotrzeć z  zielonego szlaku pieszego Bytyń – Duszniki.